# 日本の南北朝時代の人物一覧
日本の南北朝時代の人物一覧（にほんのなんぼくちょうじだいのじんぶついちらん）は、日本の南北朝時代（1336年（延元元年/建武3年）に足利尊氏による光明天皇の践祚から1392年（元中9年/明徳3年）に両朝が合一するまで）を中心とした人物の一覧である。

## 天皇・皇族
- 後醍醐天皇　…南朝、第96代天皇。
- 後村上天皇　…南朝、第97代天皇。
- 長慶天皇　……南朝、第98代天皇。
- 後亀山天皇　…南朝、第99代天皇。
- 護良親王
- 懐良親王
- 尊良親王
- 成良親王
- 恒良親王
- 宗良親王
- 康仁親王
- 光厳天皇　……北朝初代の天皇。
- 光明天皇　……北朝第2代の天皇。
- 崇光天皇　……北朝第3代の天皇。
- 後光厳天皇　…北朝第4代の天皇。
- 後円融天皇　…北朝第5代の天皇。
- 後小松天皇　…北朝第6代、第100代天皇
- 直仁親王　……北朝、伏見宮家初代。

## 公家
- 北畠顕家
- 北畠顕信
- 北畠顕能
- 北畠親房
- 西園寺公重
- 西園寺公宗
- 四条隆資
- 千種忠顕
- 洞院公賢
- 洞院実世
- 二条良基
- 坊門清忠
- 万里小路宣房
- 万里小路藤房
- 吉田定房

## 足利氏
- 足利尊氏
- 足利義詮
- 足利義満
- 足利直義
- 足利直冬
- 足利基氏
- 足利氏満

## 新田氏一族
- 新田義貞
- 新田義顕
- 新田義興
- 新田義宗
- 新田義氏
- 脇屋義助
- 脇屋義治

## 楠木氏
- 楠木正成
- 楠木正季
- 楠木正行
- 楠木正時
- 楠木正儀

## 武家
- 赤松則村(円心)
- 阿蘇惟直
- 一色範氏
- 今川貞世(了俊)
- 今川仲秋
- 上杉重能
- 上杉憲顕
- 宇都宮公綱
- 宇都宮貞久
- 宇都宮貞泰
- 瓜生保
- 大内弘世
- 大内義弘
- 大館氏明
- 大友貞載
- 大友親世
- 金谷経氏
- 菊池武重
- 菊池武敏
- 菊池武朝
- 菊池武光
- 久下時重
- 高師直
- 高師夏
- 高師冬
- 高師泰
- 児島高徳
- 小山秀朝
- 佐々木道誉(京極高氏)
- 桜山茲俊
- 斯波高経
- 島津氏久
- 島津師久
- 少弐冬資
- 少弐頼尚
- 武田信武
- 多田頼貞
- 十市遠康
- 土岐頼遠
- 土岐頼康
- 名和長年
- 仁木義長
- 畠山国清
- 畑時能
- 北条時行
- 細川顕氏
- 細川和氏
- 細川清氏
- 細川定禅
- 細川頼之
- 宮兼信
- 宮氏信
- 毛利親衡
- 毛利元春
- 桃井直常
- 山名氏清
- 山名時氏
- 結城親朝
- 結城親光
- 結城宗広
- 佐々木氏頼（六角氏頼）
- 岩松経家

## 女性
- 赤橋登子
- 阿野廉子
- 嘉喜門院
- 勾当内侍
- 渋川幸子

## 僧侶、他
- 明石覚一
- 一忠
- 円観
- 観阿弥
- 関山慧玄
- 義堂周信
- 行阿
- 救済
- 慶運
- 玄恵
- 源翁心昭
- 向阿
- 杲宝
- 虎関師錬
- 貞宗
- 慈遍
- 寂室元光
- 周阿
- 浄弁
- 雪村友梅
- 中巌円月
- 頓阿
- 日什
- 夢窓疎石
- 黙庵
- 文観
- 卜部兼好
- 度会家行